# Lycoming O-540
Le Lycoming O-540 est une famille de moteurs d'avions produits par Lycoming Engines. Le nom du moteur a pour origine ses caractéristiques: O pour "opposed" (moteur à plat avec cylindres opposés) et 540 pour sa cylindrée en pouce cube (soit 8,874 litres).

## Caractéristiques
Les Lycoming O-540 sont des moteurs 6 cylindres, allumés par 2 magnétos, refroidis par air, et développant de 235 ch à 260 ch (pour les modèles avec carburateur) et jusqu'à 380 ch (pour les modèles avec injection et superchargeur) à 2 700 tours par minute.
Le premier Lycoming O-540 a été certifié le 31 octobre 1957 par la FAA.
Le 6 cylindres O-540 est une évolution du 4 cylindres O-360 avec lequel il partage le même alésage et la même course. Le 8 cylindres IO-720 partage également ces caractéristiques.
Les 6 cylindres sont numérotés de droite à gauche, de l'avant (côté hélice) jusqu'à l'arrière (côté cloison pare-feu). L'ordre d'allumage est 1-4-5-2-3-6.
Le moteur consomme environ 53 l/h.
Il existe plusieurs séries du moteur dont:
O-540
Carburateur, développant jusqu'à 260 ch, certifié le 31 octobre 1957 ;
IO-540
Injection, développant jusqu'à 300 ch, certifié le 5 mai 1960 ;
AEIO-540
Injection, avec un système de lubrification adapté à la voltige aérienne ;
IGO-540
Injection, avec un réducteur (G pour geared) d'un ratio de 77:120, développant jusqu'à 325 ch, certifié le 28 octobre 1960 ;
TIO-540
Injection, turbo, développant jusqu'à 350 ch, certifié le 6 décembre 1965 ;
LTIO-540
Injection, turbo, rotation vers la gauche (L pour left hand), destiné aux avions bimoteurs ;
TEO-540
Injection électronique (E pour electronic injection), turbo, développant jusqu'à 375 ch, certifié le 1er novembre 2018 ;
IGSO-540
Injection, avec un réducteur d'un ratio de 77:120, superchargeur (S pour supercharged: suralimentation générée mécaniquement, comparée au turbo qui utilise l'énergie cinétique des gaz d'échappement), développant jusqu'à 380 ch, certifié le 17 juin 1960.
Ainsi qu'une série où le système d'entraînement des accessoires est placé latéralement. Cette série est différenciée par le "1" dans sa dénomination:
TIO-541
Injection, turbo, développant jusqu'à 380 ch, certifié le 23 février 1965.
Chaque série est déclinée en plusieurs modèles différents. Les modèles varient par les magnétos utilisées, la masse des contre-poids sur le vilebrequin, le type de démarreur, d'alternateur, de pompe à huile, de pompe à essence, de régulateur hydraulique pour l'hélice, etc.
Le moteur connaît également plusieurs évolutions sous la marque Thunderbolt (le département haute-performance de Lycoming) avec des modèles tels que AEIO-540-EXP (340 ch) ou TIO-540-NXT (350 ch) pour les avions expérimentaux.

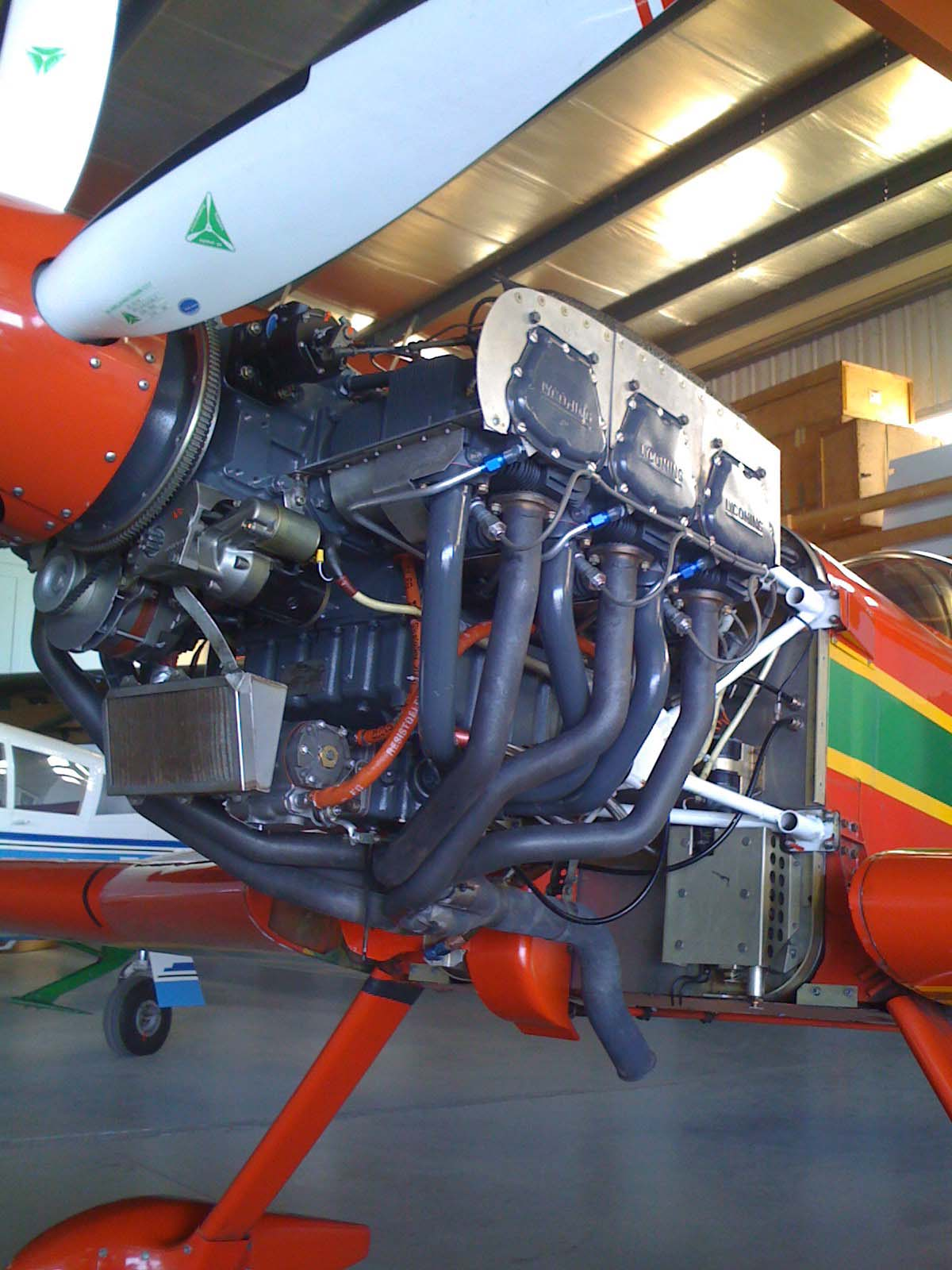
AEIO-540 sur Mudry CAP 231
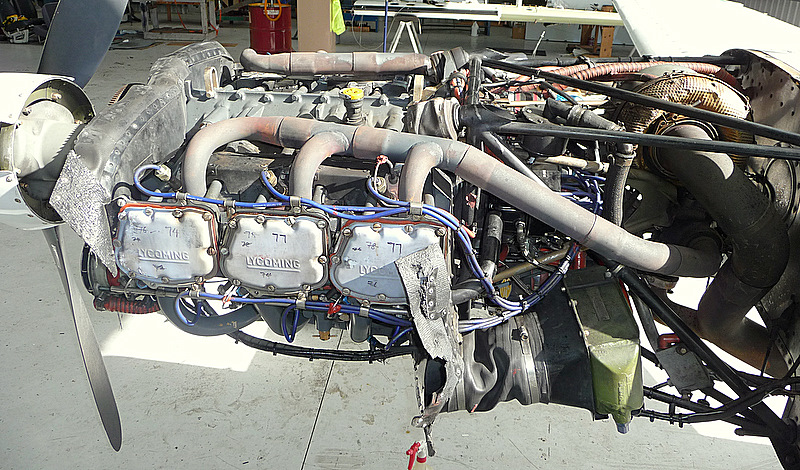
LTIO-540 sur le bimoteur Piper PA-31
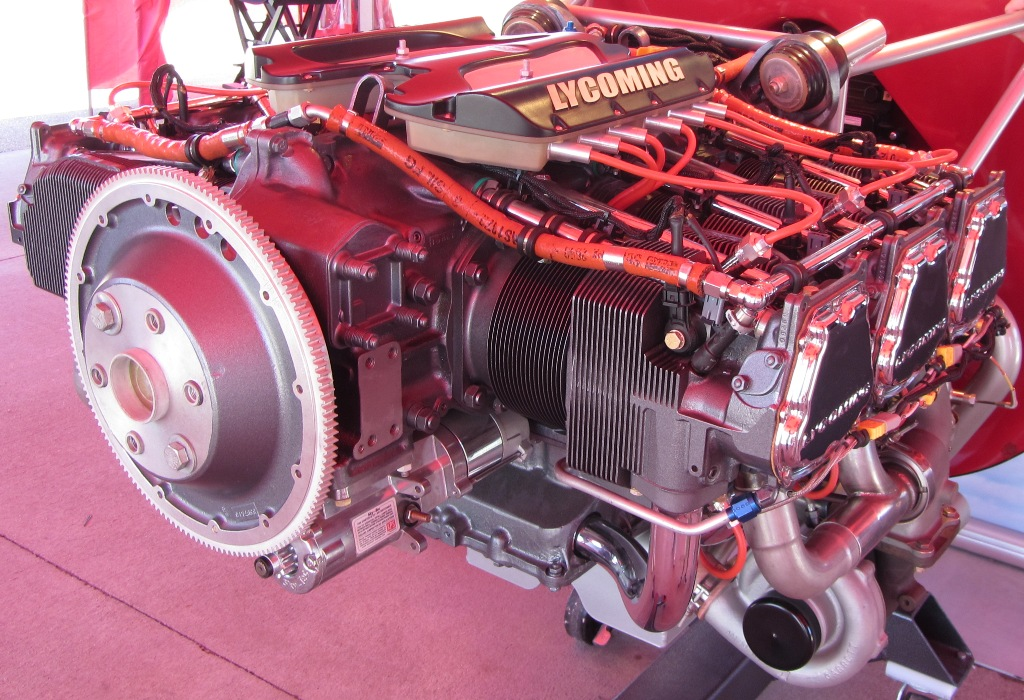
TEO-540

## Utilisations
Les Lycoming O-540 sont utilisés sur les avions nécessitant beaucoup de puissance. Ils sont également prisés sur les avions de voltige. Le Thunderbolt AEIO-540-EXP est ainsi retenu pour équiper tous les avions du championnat du monde Red Bull de course aérienne à partir de 2014 et jusqu'au dernier championnat en 2019.
Ils sont utilisés sur plusieurs aéronefs dont:
- Aero Boero 260AG
- Aero Commander
- Akaflieg München Mü 30 Schlacro
- Barrows Bearhawk
- Beechcraft Baron 56 (TIO-541)
- Beechcraft Duke (TIO-541)
- Beechcraft Queen Air 65-80
- Britten-Norman Defender BN-2B
- Britten-Norman Islander
- Britten-Norman Trislander
- Cessna 182
- Cessna 206
- Corvus Racer 540
- De Havilland Heron Riley
- Dornier Do 128 -2
- Dornier Do 28
- Edgley Optica
- ENAER T-35 Pillán
- Extra 300
- Grob G 120A
- Intermountain CallAir A-9
- Mooney M20 M TLS
- Mudry CAP 230
- MX Aircraft MXS
- Northrop Grumman Firebird
- PAC CT/4 Airtrainer
- Piaggio P166 B
- Pilatus PC-6 /350
- Pilatus PC-8D Twin Porter
- Piper PA-23 Aztec
- Piper PA-24 Comanche
- Piper PA-28 Cherokee / Dakota
- Piper PA-31
- Piper PA-32
- Piper PA-46 Matrix / Mirage / M350
- Piper PA-60 Aerostar
- Pipistrel Panthera
- PZL-104 Wilga 2000
- Robinson R44
- Ruschmeyer R90
- Sharp Nemesis NXT
- SIAI Marchetti SF.260
- Socata TB-20 / TB-21
- Socata TB-30
- Tecnam P2012 Traveller
- Van's Aircraft RV-4 Harmon
- Wassmer CE-43
- Zivko Edge 540
- Zlín Z-50